# 오창현 (1989년)
오창현(吳昌炫, 1989년 5월 4일 ~ )은 대한민국의 축구 선수이며 포지션은 풀백이다.

## 축구인 경력

### 클럽 경력
2012년 광운대학교를 졸업하고 J리그 디비전 2의 아비스파 후쿠오카에 입단하였다.
2015 K리그 드래프트에 신청하였고, 신생팀 서울 이랜드 FC의 우선 지명을 받고 입단하였다.
하지만 출전기회를 많이 잡지 못하였고, 2016년 대전 시티즌으로 이적하였다.